# 7175 Janegoodall
7175 Janegoodall è un asteroide della fascia principale. Scoperto nel 1988, presenta un'orbita caratterizzata da un semiasse maggiore pari a 2,5421859 UA e da un'eccentricità di 0,1709023, inclinata di 16,03670° rispetto all'eclittica.
L'asteroide è dedicato all'antropologa inglese Jane Goodall. 